# كاميرون وليامز
كاميرون وليامز (بالإنجليزية: Cameron Williams)‏ هو مذيع وصحفي أسترالي، ولد في 18 فبراير 1963 في إيميرالد في أستراليا.